# Sonia Castedo
Sonia Castedo Ramos (Ribadeo, 23 de diciembre de 1970) es una política española, que fue alcaldesa de Alicante entre 2008 y 2014. 

## Biografía
Nacida en Ribadeo en 1970,  desde niña reside en Alicante, donde estudió en el IES Francisco Figueras Pacheco. Es licenciada en Sociología por la Universidad de Alicante. En 1991 fue Belleza de la Hoguera del barrio alicantino Princesa Mercedes.

## Trayectoria laboral
Su trayectoria laboral se ha centrado en la Administración Pública Local de la ciudad desde 1995 en que entró a formar parte del gabinete de prensa del Ayuntamiento de Alicante como soporte técnico del mismo. Desde entonces ha permanecido en el consistorio ocupando distintos cargos políticos.

## Trayectoria política
Exalcaldesa de Alicante, miembro de la ejecutiva regional del Partido Popular, y desde 2008, miembro de la dirección nacional del mismo.
Su trayectoria se resume en el siguiente cronograma:
- 1999 Concejala Delegada de Turismo y Playas[5]
- 2003 Concejala Delegada de Urbanismo.[6]
- 2004 Primera Teniente de Alcalde (hasta 2007).[7]
- 2007 Concejala de Urbanismo (hasta 2010).[8]
- En 2008, el alcalde Luis Díaz Alperi presentó su dimisión, proponiendo a Sonia Castedo como su sucesora en el cargo. El 17 de septiembre de 2008 tras su elección como alcaldesa por el Pleno Municipal del Ayuntamiento[9] se convirtió en la primera mujer en ocupar la alcaldía de Alicante.
- El 23 de diciembre de 2014 presenta su dimisión a través de la red social Facebook, al estar presuntamente implicada en varios casos de corrupción urbanística en la ciudad.

## Polémicas, juicio y absolución
Fue denunciada por el grupo socialista del Ayuntamiento de Alicante ante la Fiscalía Anticorrupción por tráfico de influencias, prevaricación, estafa y fraude debido a una actuación urbanística en el barrio de Benalúa. 
En abril de 2009, algunas de las denuncias fueron archivadas de manera definitiva por el fiscal anticorrupción, Felipe Briones; otras fueron archivadas de forma provisional, en espera de la decisión sobre todo el caso que tomará el Tribunal Superior de Justicia de la Comunidad Valenciana.
En octubre de 2010 la Fiscalía Anticorrupción acusó a Sonia Castedo de estar implicada en la trama de corrupción del Caso Brugal en la tramitación del nuevo Plan General de Ordenación Urbana (PGOU) de Alicante, junto con su antecesor, el popular Luis Díaz Alperi, y que lideraría el presidente del Hércules C.F. y constructor, Enrique Ortiz Selfa. El fiscal le imputó delitos de cohecho, tráfico de influencias y revelación de información privilegiada, señalando que fue retribuida con regalos. Sonia Castedo señaló que "Ortiz no consiguió nada de lo que pidió", admitiendo uno de los regalos: un viaje en yate a las Islas Baleares.
Según lo revelado por la investigación policial, en la recta final de la redacción del PGOU de Alicante, entre mayo de 2008 y junio de 2010, las conversaciones entre Enrique Ortiz y Sonia Castedo fueron casi diarias, lo que para la policía demuestra "la colaboración de los responsables de Urbanismo con el empresario".
El 22 de mayo de 2011, Sonia Castedo logró el mejor resultado en la historia de Alicante para el Partido Popular, pasando de 15 a 18 concejales (sumó 15.000 votos más). Este resultado muestra que a pesar de que el caso Brugal podía haber afectado a su imagen, no le había pasado ninguna factura en las urnas.
Sin embargo, en octubre de 2012 fue imputada por el TSJ de Valencia por el supuesto amaño del Plan de Ordenación Urbana de la ciudad de Alicante.

### Dimisión
El 23 de diciembre de 2014, tras ser citada a declarar para el 16 de enero de 2015 como imputada por diversos delitos de corrupción, anunció en Facebook que presentaba su dimisión como alcaldesa de Alicante, sin que fuera posible que se le preguntara por los motivos que daba. Fue sustituida por Miguel Valor Peidró, hasta entonces teniente de alcalde y concejal de Cultura.

### Resoluciones judiciales
Tras la pérdida del aforamiento de Castedo y Díaz Alperi el caso pasó a los juzgados de Alicante, siendo decretado el archivo provisional el 12 de mayo de 2016 al entender el magistrado que la identificación precisa de los delitos por parte de la acusación “no se ha hecho, porque no basta con la transcripción de unas conversaciones, ni siquiera con la interpretación que de esas conversaciones pueda hacer la policía, que ha de servir para iniciar o encaminar una investigación, pero no para continuarla y sostener una acusación”.
En diciembre de 2016 la sección tercera de la Audiencia Provincial de Alicante decretó el archivo definitivo del caso al concluir que no existía en el sumario "ningún dato concreto que describa una actuación prevaricadora, carente de un mínimo apoyo legal, y que sea atribuible a algún funcionario público”. Tampoco apreció la comisión de delitos de cohecho ni de tráfico de influencias. El tribunal  desestimó los recursos de apelación que plantearon la Fiscalía Anticorrupción, PSPV y EU contra el auto de sobreseimiento provisional.
En enero de 2017, el juez Manrique Tejada vuelve a llevar a juicio a Sonia Castedo por amañar el PGOU de Alicante a favor del empresario Ortiz.
En enero de 2018, Castedo desmintió las declaraciones de Ricardo Costa en el juicio de Gürtel en que éste parecía vincular a la exalcaldesa con la presunta financiación de su partido en la Comunidad Valenciana.
En julio de 2021, Sonia Castedo y el resto de acusados en el caso Brugal fueron absueltos por la Audiencia Provincial de Alicante. La exalcaldesa tuvo duras palabras contra su antiguo partido (del que fue suspendida de militancia) por el poco apoyo dado, bajo su punto de vista.
La fiscalía, el exalcalde de Alicante Luis Díaz Alperi, y el empresario Enrique Ortiz, recurrieron ante el Supremo. En mayo de 2024 el Tribunal Supremo ratifica la absolución de Sonia Castedo, y la condena al empresario Enrique Ortiz, mientras que absuelve al exalcalde Díaz Alperi, por haber prescrito el delito, que sucedió en agosto de 2008, habiendo transcurrido por tanto ampliamente el plazo de prescripción de tres años previsto para ese delito.

### Televisión
- Un tiempo nuevo (2014-2015) Telecinco. Colaboradora ocasional en el programa.